# Cixius balli
Cixius balli är en insektsart som beskrevs av Kramer 1981. Cixius balli ingår i släktet Cixius och familjen kilstritar. Inga underarter finns listade i Catalogue of Life.